# 完颜阿骨打 (漫画家)
完顔阿骨打（日语：／，1971年2月25日—）是日本男性漫画家。主要创作成人漫画。
完颜阿骨打最初的发表的作品是1988年的。他自80年代后期起以同人团体“女真族”的名义发布男性向的成人漫画。:193